# Lyhyenjärvi
Lyhyenjärvi är en sjö i kommunen Siilinjärvi i landskapet Norra Savolax i Finland. Sjön ligger 86,7 meter över havet. Den är 8,6 meter djup. Arean är 60 hektar och strandlinjen är 6,66 kilometer lång. Sjön  ingår i Vuoksens huvudavrinningsområde.   Den ligger omkring 20 kilometer norr om Kuopio och omkring 350 kilometer norr om Helsingfors. 
I sjön finns ön Aplonsaari. 